# たまたま (テレビ番組)
たまたまは、テレビ埼玉で放送されていたバラエティ番組。2013年4月2日より不定期にて放送。

## 概要
北海道テレビ放送の人気番組「水曜どうでしょう」のチーフディレクターである藤村忠寿と、讀賣テレビ放送制作の全国ネット番組「ダウンタウンDX」や「ガリゲル」などを手掛けている西田二郎が、二人のトークライブの模様や、そのトークライブで生まれた企画を行う番組。
　テレビ朝日系列の藤村と日本テレビ系列の西田という系列の違うテレビマンが、テレビ埼玉で番組を持つという異例中の異例な番組であり、業界内外で話題沸騰しているらしい。
不定期の単発番組であるため放送日時は不定だが、基本的に深夜に放送されており、番組本編時間は基本30分である。ただし、下記のように例外もある。
- 年越し番組（2013年12月31日23:30〜2014年1月1日0:30）- 60分
- 早稲田大学でのトークライブ（#20、#21）- 45分
- 年越し番組（2014年12月31日23:30〜2015年1月1日0:30）- 60分
- たまたま劇場「サバになったクマ」（2014年9月21日24:55〜25:00）- 5分

基本的に番組は公開収録を行い、それを編集して放送する形式となっている。当初は編集費用が無かったため、スーパーの代わりにテロップを書いた紙をガラスに張ったり、放送時間に合わせた収録としていたが、元来のしゃべり好きな二人のため、収録時間は延びる傾向にある。現在は収録4時間、放送30分が目安となっており、放送はダイジェスト版に近いものとなっている。
予算0円で開始した番組であり、編集費用等はサポーター制度と呼ばれるカンパで賄われている。
　サポーター制度は、公開収録会場にて1口当たり1000円〜2000円程度のサポート費を徴収し、見返りとして番組オリジナルグッズがもらえる。また、放送時にサポーターとして名前が放映されるという特典もある。
　サポーター制度は任意であり、強制ではない。
　オリジナルグッズとしては過去に缶バッジやステッカー等が配布された。最近は未放送のDVDが配布されることもある。
本番組のファンを「ファミリー」と呼び、出演者両名はその「ファミリー」を観客としてでは無くスタッフ（同志）として接している為、「ファミリー」が自発的に作成した本番組のグッズを採用したり、本番組の収録以外で撮影したビデオ映像等も採用する姿勢を示した事もある。実際、#31では「ファミリー」の一人が作成した「たまたまキャンプ２」のプライベート動画を放映している。
また、スピンオフ企画として絵本動画「サバになったクマ」を制作。制作のほとんどをファミリーが担当し、5分間の番組としてテレビ埼玉でも放送された。（原作：西田二郎　ナレーション：藤村忠寿　イラスト：QUESTION No.6　音楽：浅賀洋一　プロデュース：寺坂晃一）
　サバになったクマは現在第2話まで作成されているが、第2話より名称が「サバになったクマさん」と変更されている。通称は「サバクマ」である。
　サバクマはシンガポールで放送されることが決定している。
公開収録や放送日の情報は基本的にFacebookの公式ページにて告知している。
テレビ埼玉での放送は2015年の#35マスメディアン公開収録を最後に放送していない。しかし、その後も「たまたま」と銘打ってのトークショーイベントは数回行っていた。内容としては「Nj」名義で歌手デビューした西田二郎と、藤村源五郎一座の座長として公演を続けている藤村忠寿、そしてもはやレギュラー化している嬉野雅道の3名によるトークショーであり、特に番組の企画として行っているわけではない。また、地上波での放送は行われていないが、LINE LIVEによるインターネット配信はたびたび行われていた。　

## 出演者
レギュラー
- 西田二郎（読売テレビチーフプロデューサー）
- 藤村忠寿（北海道テレビチーフディレクター）

ゲスト
- 嬉野雅道 (北海道テレビディレクター、#24、#25にゲスト出演後、#28からは毎回出演している。ただし放送ではレギュラーであるとは一度も言っていないため、あくまでゲストとして扱われる。嬉野珈琲店店主。)
- やついいちろう（エレキコミック NOTTV「エンダン」の出演者。#2で乗っ取られ、ゲストとして出演。）
- 福田萌（NOTTV「エンダン」の出演者。やついと共に#2で乗っ取られゲストとして出演。）
- 小島瑠璃子（#6に出演。パズドラファン感謝祭2013にて藤村忠寿と共にゲーム対決をする。）
- 岡村いずみ（#18、#19　ヒーローショー・ショーにて1号（ピンク）役で出演。）
- 田島冴香（#18、#19　ヒーローショー・ショーにて2号（青）役で出演。）
- 春日由輝（#18、#19　ヒーローショー・ショーにて3号（赤）役で出演。）
- 山川ありそ（#18、#19　ヒーローショー・ショーにて4号（緑）役で出演。）
- 吉本菜穂子（#18、#19　ヒーローショー・ショーにて悪の親玉役で出演。）
- 谷口梨紗（ダンサー　#18、#19　ヒーローショー・ショーの振付を担当。）
- 飯野友輔（放送作家　ヒーローショー・ショーにてミヤジ（ミヤモト）役で出演。）
- 後口沙織（ポタガール埼玉　#18、#19　ヒーローショーショーにて通行人役で出演。また#17では埼玉サイクルエキスポ2014の告知で登場。）
- 遠藤圭介（テレビ埼玉東京支社支社長、本番組の実質的プロデューサー。#20、#21に出演者としても登場。）
- 合田隆信（TBSテレビ所属、ガチンコ!等を手掛ける。#20、#21に出演。）
- 宮道治朗（フジテレビジョン所属、トリビアの泉等を手掛ける。#20、#21に出演。）
- 伊藤隆行（テレビ東京所属。モヤモヤさまぁ〜ず2等を手掛ける。#20、#21に出演。）
- 笑撃武踊団（関西を拠点に活躍する演劇集団。特に侍をモチーフとしている。#27の関西たまたまにて関西ヒーローショーショーのプロデュースを行う。笑撃武踊団の演出・女優の黒羽さえりが、#33こたつ会議のゲストとして藤村と共演、同じく笑撃武踊団の俳優・殺陣師の藤澤アニキが、#36マスメディアン公開収録にて藤村源五郎一座の副座長として出演した。）
- C&K（Clievy&Keen #28にて西田二郎と打ち上げでタイスキを食べる。）
- 宮地豊（熊谷八木橋百貨店社員。その特異な経歴から#29でドキュメンタリー番組を放送される。）
- 藤村悦子（藤村忠寿の実母。藤村を驚かすために#32でサプライズ出演。）
- 林雄司（デイリーポータルＺウェブマスター。こたつ会議のゲストとして#33に出演。）
- 福井柑奈（ホンバシwktkメイツ。ご当地アイドル。こたつ会議のゲストとして#33に出演。）
- 倉本美津留（放送作家・ミュージシャン。こたつ会議店主対談で#33に出演。）
- 栗本修（ピアニスト　#34　年越しSPにてBGM及び西田二郎リサイタルの伴奏を担当する。また、ヒーローショー・ショーの楽曲制作も担当。）
- 丈徳副住職（大阪天王寺区心光寺の副住職。#35関西たまたまでの開催場所を提供、出演している。）

## 放送リスト
本番組の放送回は#0から開始されており、リストもそれに合わせて表記をする。
| 回 | 放送日                 | 放送内容                                                                          | 補足                                                                                    |
| -- | ---------------------- | --------------------------------------------------------------------------------- | --------------------------------------------------------------------------------------- |
| 0  | 2013年4月2日 25:00 -   | 「たまたま」制作記者会見                                                          | 続きを公式サイトにて公開中                                                              |
| 1  | 2013年4月7日 25:30 -   | IPG会議室                                                                         | 続きを公式サイトにて公開中                                                              |
| 2  | 2013年5月23日 27:10 -  | NOTTVエンダンジャック                                                             | NOTTVの番組「エンダン」にゲストで出演しながら同時に収録を行った。                       |
| 3  | 2013年5月28日 27:05 -  | 秋葉原公開収録後半                                                                | 放送順間違い。本来は秋葉原公開収録前半を流す予定だった。                                |
| 4  | 2013年6月5日 27:10 -   | 秋葉原公開収録前半                                                                |                                                                                         |
| 5  | 2013年6月6日 27:00 -   | 秋葉原公開収録後半                                                                | 放送回3と同じ内容。                                                                     |
| 6  | 2013年6月13日 26:50 -  | 秋葉原公開収録後スタッフ希望者ミーティング＆ パズドラファン感謝祭2013             |                                                                                         |
| 7  | 2013年8月22日 27:05 -  | ソーシャルテレビ推進会議＆ むてっぽうでトーク                                     |                                                                                         |
| 8  | 2013年8月23日 27:00 -  | ミクシィ公開収録前半                                                              |                                                                                         |
| 9  | 2013年8月24日 27:00 -  | ミクシィ公開収録後半                                                              |                                                                                         |
| 10 | 2013年11月22日 26:50 - | 「てれびバカ」トークショー＆サイン会                                              |                                                                                         |
| 11 | 2013年11月23日 27:05 - | マイナビ公開収録                                                                  |                                                                                         |
| 12 | 2013年12月16日 27:00 - | たまたまキャンプ Ｃｈａｐｔｅｒ１                                                 |                                                                                         |
| 13 | 2013年12月17日 26:35 - | たまたまキャンプ Ｃｈａｐｔｅｒ２                                                 |                                                                                         |
| 14 | 2013年12月18日 26:40 - | たまたまキャンプ Ｃｈａｐｔｅｒ３                                                 |                                                                                         |
| 15 | 2013年12月19日 27:00 - | たまたまキャンプ Ｃｈａｐｔｅｒ４                                                 |                                                                                         |
| 16 | 2013年12月20日 26:50 - | たまたまキャンプ Ｔｈｅ Ｆｉｎａｌ Ｃｈａｐｔｅｒ                                 |                                                                                         |
| 17 | 2013年12月31日 23:30 - | 八木橋百貨店公開収録                                                              | 年またぎで放送された。ラジオ放送をイメージしてトークが展開された。 当番組唯一の生放送。 |
| 18 | 2014年1月23日 26:50 -  | ヒーローショー・ショー演出編                                                      |                                                                                         |
| 19 | 2014年1月24日 26:50 -  | ヒーローショー・ショー本番編                                                      |                                                                                         |
| 20 | 2014年2月19日 26:45 -  | トークイベント 実力派テレビマンに聞く就職と仕事の話 第一部                        |                                                                                         |
| 21 | 2014年2月20日 27:00 -  | トークイベント 実力派テレビマンに聞く就職と仕事の話 第二部                        |                                                                                         |
| 22 | 2014年3月20日 27:00 -  | 公開収録 in 埼玉サイクルエキスポ2014前半                                          |                                                                                         |
| 23 | 2014年3月21日 26:55 -  | 公開収録 in 埼玉サイクルエキスポ2014後半                                          |                                                                                         |
| 24 | 2014年4月25日 27:00－  | さぬき映画祭                                                                      |                                                                                         |
| 25 | 2014年4月26日 26:55－  | 嬉野雅道スペシャル                                                                |                                                                                         |
| 26 | 2014年5月22日 27:00－  | 関西ご当地ヒーロー大集合!!                                                        |                                                                                         |
| 27 | 2014年5月25日 26:35－  | 笑撃武踊団プロデュース「ヒーローショーショー」                                    |                                                                                         |
| 28 | 2014年6月19日 27:00－  | 西田二郎タイスキを食う                                                            |                                                                                         |
| 29 | 2014年6月22日 24:00－  | ドキュメントSP 「埼玉県で たぶん唯一ポール・マッカートニーに4回会った男 宮地 豊」 |                                                                                         |
| 30 | 2014年8月21日 27:00－  | 役者藤村忠寿を語る〜サバになったクマ                                              |                                                                                         |
| 31 | 2014年8月22日 27:00－  | たまたまキャンプ２ in洞爺湖                                                       |                                                                                         |
| 32 | 2014年10月23日 27:00－ | 夏休みの思い出〜サバになったクマさん（第2話）                                     |                                                                                         |
| 33 | 2014年11月23日 26:35－ | ナレッジキャピタル こたつ会議第4回目                                              |                                                                                         |
| 34 | 2014年12月31日 23:30－ | たまたま年越しスペシャル〜料理対決〜二郎リサイタル                                | 2年連続年越し1時間スペシャル。                                                          |
| 35 | 2015年6月19日 27:00－  | 関西たまたまin心光寺                                                              | 嬉野雅道による説法を寺で行った。                                                        |
| 36 | 2015年6月20日 27:00－  | マスメディアン公開収録                                                            |                                                                                         |

## スタッフ
- 製作著作：テレビ埼玉

（具体的なスタッフ名などは、番組内で一切表記されていない。）